# Henrique Afonso da Silva Horta
Henrique Afonso da Silva Horta OC • GCC • CvA • OA • ComA • GCA • ComIH (Lisboa, 21 de Setembro de 1920 — Lisboa, 29 de Janeiro de 2012) foi um almirante da Marinha Portuguesa e administrador colonial que, entre outras funções, foi o primeiro comandante do actual NRP Sagres, governador de Cabo Verde e Ministro da República para a Região Autónoma dos Açores. O vice-almirante Henrique Afonso da Silva Horta passou à reserva em 1979 e à reforma em 1990.

## Biografia
Henrique Afonso da Silva Horta entrou para a Escola Naval em 1940, sendo promovido a oficial em 1944, a oficial superior em 1959 e a oficial general em 1976.
Repartindo a sua carreira militar por cargos no mar, integrando a guarnição de diversos navios, e em terra, incluindo algumas funções fora do âmbito da Armada Portuguesa, teve uma percurso profissional e cívico de relevo, que o levou a oficial general. Reformou-se como vice-almirante, tendo recebido um conjunto de distinções, louvores e condecorações.
No mar, foi oficial de guarnição do aviso NRP João de Lisboa, do contra-torpedeiro NRP Tejo e do navio escola NRP Sagres (II) (o ex- e actual Rickmer Rickmers). Foi ainda oficial imediato do aviso NRP Gonçalves Zarco e do mesmo navio escola NRP Sagres (II). Comandou o navio patrulha NRP Santa Maria, o anterior e o actual navio escola NRP Sagres, do qual foi o primeiro comandante, e a fragata NRP Comandante Sacadura Cabral. Assumiu, por três vezes, a função de capitão-de-bandeira do paquete Vera Cruz.
Em unidades da Marinha de Guerra em terra, desempenhou os cargos de Capitão dos Portos e chefe dos Serviços de Marinha da Guiné Portuguesa, foi secretário-escolar do Grupo n.º 1 de Escolas da Armada, em Vila Franca de Xira, adjunto para as informações do Comando-Chefe do Estado de Angola, oficial do Estado-Maior da Armada, exercendo, entre outras as funções de chefe do Serviço de Informações Militares, chefe do Estado-Maior do Comando Naval do Continente, comandante da Base Naval de Lisboa, no Alfeite, Director do Museu de Marinha, superintendente dos Serviços do Pessoal da Armada e vice-chefe do Estado-Maior da Armada.
Depois de promovido a oficial superior, foi professor da Escola Náutica Infante D. Henrique, do Instituto Superior Naval de Guerra, do Instituto de Altos Estudos Militares e da Escola Superior de Guerra Aérea. Quando foi fundado o Instituto da Defesa Nacional, e antes de serem fixados os respectivos quadros, teve a seu cargo as conferências e exposições destinadas aos cursos de instituições congéneres estrangeiras que se deslocavam a Lisboa.
Exerceu ainda as funções de chefe da Casa Militar do Presidente da República.
Para além das suas funções no âmbito da Marinha de Guerra Portuguesa, foi presidente da Câmara Municipal de Bissau, na então Guiné Portuguesa (actual Guiné-Bissau), governador de Cabo Verde, Ministro da República para os Açores e presidente da Comissão Consultiva para os Assuntos das Regiões Autónomas. Ainda fora do âmbito estritamente militar, foi presidente da Comissão Nacional Contra a Poluição do Mar, função que exerceu até se reformar.
Colaborou com numerosas publicações, em especial sobre assuntos militares, navais e de política internacional, publicando artigos, estudos e crónicas. Foi colaborador assíduo dos "Anais do Clube Militar Naval", de que foi director em 1976.
Em resultado dessa carreira, é detentor de uma folha de serviço distinta, da qual constam mais de duas dezenas de louvores e mais de quarenta condecorações nacionais e estrangeiras, entre as quais: 
- Cruz de 1.ª Classe com Distintivo Branco da Ordem do Mérito Naval de Espanha (17 de Janeiro de 1949)[4]
- Cavaleiro da Ordem Militar de Avis de Portugal (23 de Março de 1952)[5]
- Oficial da Ordem Militar de Avis de Portugal (21 de Maio de 1956)[5]
- Comendador da Ordem do Infante D. Henrique de Portugal (9 de Agosto de 1961)[5]
- Comendador da Ordem Militar de Avis de Portugal (23 de Outubro de 1961)[5]
- Oficial da Ordem do Mérito Naval do Brasil (2 de Maio de 1962)[4]
- Medalha de Prata do Mérito Santos-Dumont do Brasil (24 de Janeiro de 1964)[4]
- Cavaleiro da Ordem do Mérito Aeronáutico do Brasil (24 de Janeiro de 1964)[4]
- Medalha Mérito Tamandaré do Brasil (14 de Setembro de 1965)[4]
- Oficial da Ordem Militar de Cristo de Portugal (21 de Junho de 1972)[5]
- Grã-Cruz da Ordem de Santo Olavo da Noruega (20 de Outubro de 1978)[4]
- Grã-Cruz da Ordem do Mérito de Itália (25 de Novembro de 1981)[4]
- Comendador da Ordem Nacional da Legião de Honra de França (20 de Outubro de 1982)[4]
- Grã-Cruz da Ordem da Bandeira da Hungria (7 de Dezembro de 1982)[4]
- Grã-Cruz com Espadas da Ordem Pro Merito Melitensi da Ordem Soberana e Militar de Malta (16 de Maio de 1983)[4]
- Grã-Cruz da Ordem da Bandeira da Jugoslávia (30 de Maio de 1983)[4]
- Grã-Cruz da Ordem Militar de Cristo de Portugal (5 de Novembro de 1983)[5]
- Grã-Cruz da Ordem do Falcão da Islândia (24 de Novembro de 1983)[4]
- Grã-Cruz da Ordem da Fénix da Grécia (24 de Novembro de 1983)[4]
- 1.ª Classe da Ordem do Mérito do Egito (28 de Março de 1984)[4]
- Comendador da Ordem do Mérito da Congo (28 de Março de 1984)[4]
- Grã-Cruz da Ordem de Leopoldo II da Bélgica (5 de Julho de 1984)[4]
- Grã-Cruz da Ordem do Mérito Civil e Militar de Adolfo de Nassau do Luxemburgo (11 de Janeiro de 1985)[4]
- Grã-Cruz da Ordem Real do Dannebrog da Dinamarca (11 de Janeiro de 1985)[4]
- Grã-Cruz da Ordem do Mérito de Áustria (31 de Janeiro de 1985)[4]
- Grande-Oficial da Real Ordem Vitoriana da Grã-Bretanha e Irlanda do Norte (21 de Janeiro de 1986)[4]
- Grã-Cruz da Ordem Militar de Avis de Portugal (18 de Março de 1986)[5]
- Grande-Oficial da Ordem do Mérito do Congo (15 de Abril de 1988)[4]